# Sent Daunís
Sent Daunís (en francès Saint-Denis) és un municipi francès situat al departament del Gard i a la regió d'Occitània.